# Православие в Африке

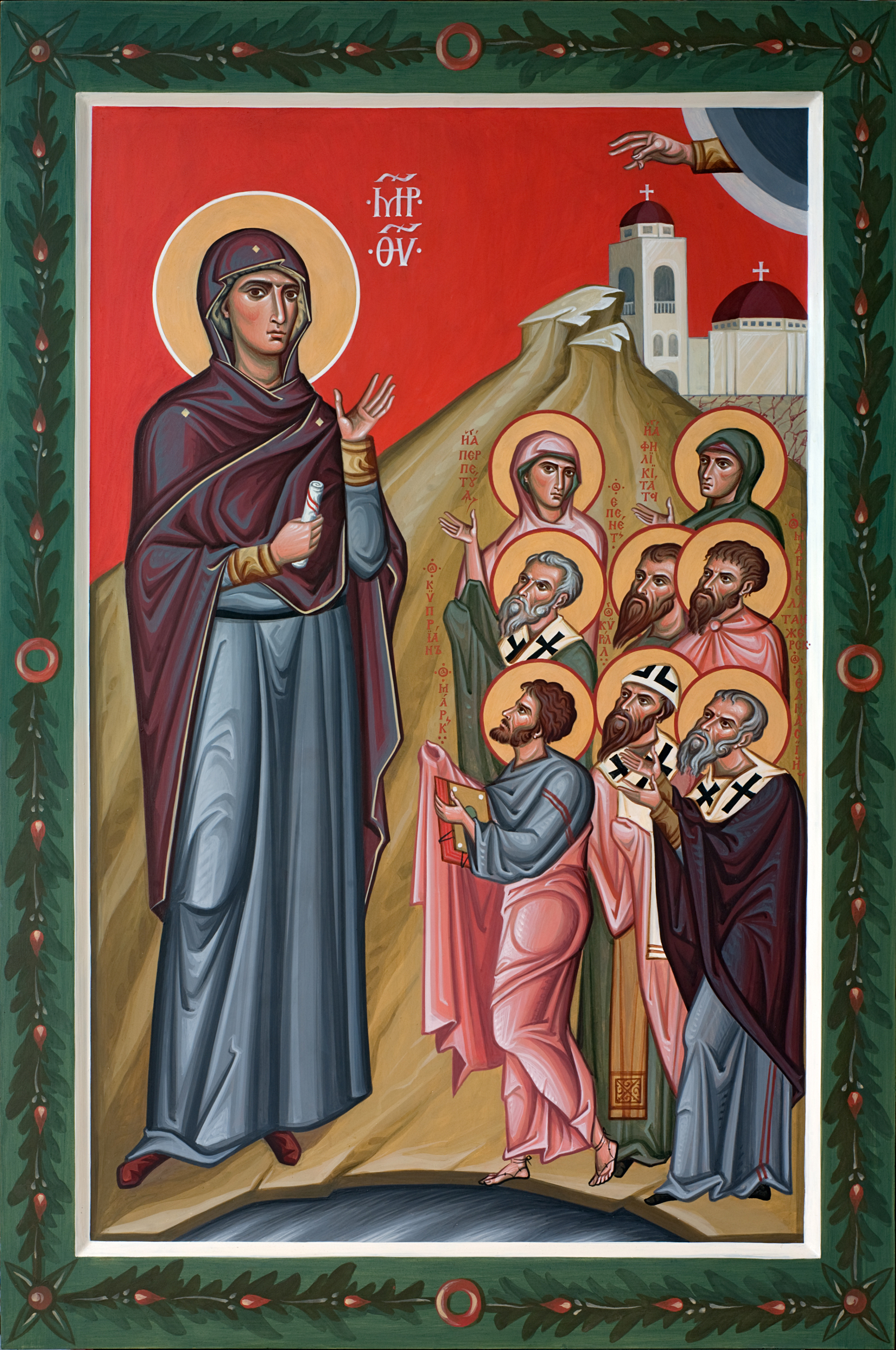
Богоматерь с предстоящими североафриканскими святыми: апостолом Марком, Епенетом, Афанасием и Кириллом Александрийскими, Киприаном Карфагенским, Маркеллом Танжерским, Фелицитатой и Перпетуей. Икона из Воскресенского храма (Рабат)

Православие в Африке появилось с первыми христианами в Египте и Эфиопии в I веке по Р. Х. После отпадения нехалкидонитских церквей от Вселенской Церкви православной в Африке остались в основном общины Карфагена и Александрии. Именно последняя вплоть до XX века представляла собой весь Александрийский патриархат. Ситуация стала меняться с конца 1930-х годов, когда в странах чёрной Африки православие начало распространяться среди негреческого коренного населения. Численность православных в Африке составляет около 1 млн человек.

## Православие в Африке южнее Сахары
Первые православные в Африке к югу от Сахары появились лишь в XX веке на востоке континента почти одновременно в трёх странах. Первой была Уганда, затем Кения и Танзания. Позднее появились общины в Заире, Камеруне, Гане, Нигерии, ЮАР, Зимбабве, на Мадагаскаре и Маврикии.
Появилась также православная община в Народной Республике Конго, состоявшая долгое время исключительно из греков. Со временем число православных стало увеличиваться и за счёт конголезцев, особенно после обретения независимости Конго.
Довольно стабильная община существует в Замбии, которая входит в Зимбабвийскую митрополию. 25 февраля 2001 года сюда был хиротонисан епископ Петр (Каратрупкос). Таким образом, появилась Замбийская епархия с кафедрой в столице страны городе Лусаке.
К концу XX века православие охватило весь континент. В состав Александрийского патриархата входят: Александрийская архиепископия, 14 митрополий, 4 епископии. Существует множество отдельных общин и приходов. В «чёрной» Африке пока нет монастырей, которые, как известно, играли и играют большую роль в распространении православия.
В 2013 году к Русской православной старообрядческой церкви присоединился приход в столице Уганды. Приход составляет около 600 человек.

## Возникновение и развитие
Православие в Африке к югу от Сахары появилось разными путями.
Один из путей — это греческая экономическая иммиграция: диаспоры, которые возникали на протяжении всего XX века, во всё большем числе и по всему континенту. Понятно, что там, где появлялись греки, они обязательно ставили храм — как часть своей религии и культуры. Эти греки, в основном, не занимались миссией, хотя не могли не привлекать интереса африканцев к православию.
Другой путь — это активная миссионерская деятельность, которую проводят до сего дня Александрийские Патриархи, начиная с Мелетия II (1926—1935). Немалую роль играет братская помощь Элладской, Кипрской, Русской и Финской Церквей, а также Греческой Православной Архиепископии в Америке.
И третий путь — автохтонный. «Как утверждает Вальберт Бюльманн, её (Церкви Африки) происхождение не является результатом деятельности греческих православных миссий. Скорее можно говорить о консолидации трёх разрозненных групп под харизматическим началом. Объединившись, эти группы обратились к Патриарху Александрийскому и всей Африки с просьбой об официальном признании. Хотя это было сделано в 1945 году, а присоединение к Александрийскому патриархату произошло в 1946  году, никаких действий по учреждению епископата не предпринималось вплоть до 1958 года, когда Патриарх Александрийский назначил туда митрополита. И даже митрополит пребывал там не постоянно, его резиденцией оставался Египет».
Первым (в 1920-е годы) обратившимся к православию местным духовным лидером был священник Эфиопской Церкви Даниел Александер (Daniel William Alexander), который вступил в сношения с «Африканской Православной Церковью», незадолго до того образованной в США, и был рукоположён в епископа данной юрисдикции. В начале 1930-х епископ Александер поехал в Уганду по приглашению двух бывших англикан, которые в результате духовного поиска вознамерились стать членами православной церкви. Возвратившись из Танганьики в ноябре 1935 года в восточную Африку, он основал семинарию, где подготовил 8 студентов и впоследствии рукоположил 2-х священников и 2-х диаконов. «Африканская Православная Церковь» была принята в состав Александрийского Патриархата в 1946 году.

## Современное положение
Основа миссии — финансовая и духовная поддержка со стороны братских Церквей и обучение студентов из Африки в православных учебных заведениях США и Греции.
С основанием в 1982 году в Найроби (Кения) Православной Патриаршей семинарии (Александрийский Патриархат) имени Архиепископа Кипрского Макария III последняя стала главным источником православного просвещения.
Характерный для стран Африки низкий уровень жизни обусловливает необходимость наряду с миссионерской деятельностью и катехизацией организовывать и медицинские центры, и школы, и технические училища, и аграрные училища, что требует серьёзных дополнительных усилий и затрат.
Крупнейшая православная община Африки существует в Кении, где в начале 2000-х годов насчитывалось около 300 приходов и 67 групп; в их ведении 10 детских садов, 5 начальных школ, одна средняя школа и 3 клиники. Паства насчитывала по данным Всемирного совета церквей — 620 000 человек.
В 2016 году Православная Церковь получила официальный статус в Габоне.
Священный синод Русской православной церкви 29 декабря 2021 года в ответ на признание в ноябре 2019 года патриархом Александрийским Феодором II автокефалии Православной церкви Украины (ПЦУ) учредил Патриарший экзархат Африки, охвативший весь Африканский континент с прилегающими островами. Синод РПЦ утверждал: «На сегодня не менее ста приходов Александрийского Патриархата во главе с их настоятелями заявили о желании перейти в лоно Русской Православной Церкви». Решение руководства РПЦ о создании своей структуры в пределах юрисдикции Александрийского патриархата было осуждено последним.